# Verwaltungsgemeinschaft Rositz
La Verwaltungsgemeinschaft Rositz (letteralmente: "comunità amministrativa di Rositz") è una comunità amministrativa nel circondario dell'Altenburger Land in Turingia, in Germania.

## Storia
Il 1º gennaio 2019 entrarono a far parte dell'ente i comuni di Göhren, Göllnitz, Mehna e Starkenberg, fino ad allora parte della Verwaltungsgemeinschaft Altenburger Land.

## Suddivisione
Appartengono alla comunità i seguenti comuni:
- Göhren (414)
- Göllnitz (325)
- Kriebitzsch (1 001)
- Lödla (715)
- Mehna (271)
- Monstab (390)
- Rositz (2 689)
- Starkenberg (1 833)

Il capoluogo è Rositz.
(Tra parentesi i dati della popolazione al 31 dicembre 2021)